# ロビン (バットマン)
ロビン（Robin）は、DCコミックスの出版するアメリカンコミック『バットマン』に登場する架空のスーパーヒーロー。バットマンのサイドキック。ボブ・ケイン、ビル・フィンガー、ジェリー・ロビンソンによって創造され、1940年に登場した。

## 概要
ロビンはボブ・ケイン、ビル・フィンガー、ジェリー・ロビンソンによってスーパーヒーローの後輩として機能するように創造された。バットマンとロビンのチームは“Dynamic Duo（ダイナミックデュオ）”、“Caped Crusaders（ケープを纏った十字軍騎士）”と呼ばれる。
最初のロビンであるディック・グレイソンは"Detective Comics ＃38"（1940年）でデビューした。若い読者を引き付けるために考案され、ロビンはバットマン関連のコミックの売上を倍増させた。ロビンの初期の冒険が含まれる＃65から＃130（1947年から1952年）までを単独で活躍した。1940年から1980年代を通じてバットマン関連のコミックや他のDCコミックスの出版物のレギュラーだった。その後、ロビンはナイトウィングとして独立したスーパーヒーローになった。
2番目のロビンであるジェイソン・トッドは"Batman ＃357"（1983年）でデビューした。キャラクターは『バットマン: デス・イン・ザ・ファミリー』（1989年）でジョーカーによって殺害された。このロビンは殺される1988年までバットマン関連のコミックブックでレギュラーだった。ジェイソンは事件後に復活し、レッドフードに変貌する。3番目のロビンであるティム・ドレイクは1991年にデビューした。シリーズは1993年に始まり、2009年初めに終了した。4番目のロビンであるステファニー・ブラウンは2004年にデビューした。役割をティム・ドレイクに戻す前に短い期間だけロビンになった。5番目のロビンであるダミアン・ウェインは2009年にデビューした。
バットマンのデビューの約一年後に、バットマンを創造したボブ・ケインとビル・フィンガーは“Robin the Boy Wonder（驚異の少年ロビン）”として"Detective Comics ＃38"（1940年）に登場させた。“Robin the Boy Wonder”の異名とコスチュームの外観はロビン・フッドの冒険に触発されたものだった。ジェリー・ロビンソンは「ロビン・フッドの冒険は私の少年時代のお気に入りだった。私はロビン・フッドを提案したときにすぐスケッチした。彼らはそれが好きなように見えたため、コスチュームを示した。そして、私の記憶が正しければワイスのコスチュームだと思うだろう」と述べた。名前の由来は鳥のロビンではなく、ロビン・フッドから取られた。
フランク・ミラーの“All Star Batman and Robin”やレン・ウェインの“The Untold Legend of the Batman”のロビンはバットマンの最高の相棒として知られている。また、ロビンはスーパーヒーロー・グループのメンバーとなっている。ディック・グレイソンはティーン・タイタンズの創設メンバーであり、チームのリーダーとして活躍していた。
ロビンのキャラクターはバットマンに対するワトソンを意図していた。ビル・フィンガーはこう述べている。「バットマンは、ダグラス・フェアバンクスとシャーロック・ホームズを組み合わせたものだった。ホームズにはワトソンがいる。私が悩んでいたのはバットマンに話し相手がいないということだ。バットマンにいつも考え事をさせているのは退屈だと感じていた。バットマンと話をするワトソンが必要だと思った。それがロビンの誕生だ。ボブが私を呼び、バットマンに同調する男の子を登場させるつもりだと言った。私はそれを素晴らしいアイデアだと思った。」

## キャラクター
以下の架空の人物は、様々な時にロビンのコスチュームを着用している。

### ディック・グレイソン
ディック・グレイソンは“Flying Graysons（フライング・グレイソンズ）”と呼ばれたサーカスのアクロバット一家の末っ子だった。ギャングのボス、トニー・ズッコにグレイソンの両親のジョン・グレイソン、メアリー・グレイソンは殺された。バットマンにディックの親権が移り、グレイソンはバットマンと一緒にズッコを調査し、彼に正義をもたらすために必要な証拠を収集した。1940年から1969年を通して、ロビンは“the Boy Wonder”と呼ばれていた。バットマンは赤色のチュニック、黄色のケープ、緑色の手袋、ブーツ、スパンデックスブリーフ、およびユーティリティベルトからなるコスチュームをディックのために作成した。彼は高校を卒業してハドソン大学に在籍した。ロビンは1970年から1980年代まで“the Teen Wonder”としてキャリアを続けた。1980年代に若い世代のファンによって発見されたティーン・タイタンズは彼の新しいアイデンティティとなった。そしてクリプトン星の混沌の神ナイトウイングの名を譲り受け、ナイトウイングとしてデビューした。

### ジェイソン・トッド
ナイトウィングになったグレイソンと交換するために創造された新しいロビン。変更点を最小限に抑えるためにジェイソン・トッドはディック・グレイソンに似せて創造された。『クライシス・オン・インフィニット・アース』でDCユニバースの連続性がやり直された。ディック・グレイソンの原点、バットマンとの関係、ナイトウィングへの成長はほとんど変わらなかった。しかし、ジェイソンのキャラクターは完全に改訂された。彼はストリートチルドレンでバットモービルのタイヤを盗もうとしてバットマンに捕まった。ナイトウィングとトッドは強盗のギャングを捕まえることで、バットマンに犯罪と戦う価値があることを証明した。そして、バットマンはジェイソンにロビンのコスチュームを提供した。
1988年にDCコミックスは、投票で読者にトッドが殺されるべきであるか否かを決めることにした。このイベントは他のコミックブックのイベントよりもメディアの注目を受けた。「はい」の投票が上回り、トッドの死が決定した。『バットマン: デス・イン・ザ・ファミリー』（1989年）で、トッドは母親を人質に誘い出され、ジョーカーに捕われる。バールで激しく殴られて倉庫に彼と爆弾を残し、母親と爆発で死ぬように放置されて殺された。その後、ジェイソンはレッドフードとして復活した。

### ティム・ドレイク
DCコミックスはトッドを殺す読者の決定について不確かなままだった。DCはトッドが実際に嫌われているか、読者がキャラクターを殺すかどうか確認したかった。バットマンの編集者デニス・オニールは新しいロビンを導入した。ティム・ドレイクは、"Batman ＃436"（1989年）にフラッシュバックで初登場した。ティムは、これまで“Flying Graysons（フライング・グレイソンズ）”の殺害を目撃して以来、バットマンとロビンの冒険を追っていた少年だった。これは、DCが読者が新しいロビンを受け入れる時に役立つことを期待して関係を確立した。これにより、グレイソンとドレイクを繋げることに役立った。ティムはアマチュアだが、本能的に彼らの秘密を推測する探偵のスキルで彼らを追った。バットマンは、いずれティムが探偵として自身を上回るだろうと述べている。ティムはバットマンとロビンの正体を突き止めることに成功した。ティムはディックとブルースにバットマンにはロビンが必要だと強く説得し、新しいロビンとなった。
ティム・ドレイクのコスチュームは赤色の胴体、黄色のステッチやベルト、黒のブーツ、そして緑色の半袖、手袋、ズボン、およびドミノマスクを持っていた。彼は外側に黒と内側に黄色のマントを身に着けていた。その後、ロビンからレッドロビンになったティムは、夢である世界最高の探偵になろうと努力を続けている。

### ステファニー・ブラウン
ティム・ドレイクのガールフレンドでスポイラーとして知られる紫のコスチュームを着た少女は、ティムが辞任した時にロビンの役割を志願した。しかし、バットマンの指示を無視したことで解雇される。ステファニーはゴッサムの犯罪を制御するために、バットマンの不完全な計画を盗みだし実行した。ステファニーは自分の価値を証明しようとゴッサムの路上でギャングの戦争を勃発させる。戦争を終わらせる手助けをしようとするが、ステファニーは捕獲されブラックマスクに拷問された。彼女の傷害の重症度からまもなく死亡した。しかし、後に彼女は生きていることが判明した。レスリー・トンプキンス博士が彼女を保護するためにステファニーの死を偽装しており、その後バットガールとして登場した。

### ダミアン・ウェイン
ブルース・ウェインと、ラーズ・アル・グールの娘であるタリア・アル・グールとの間に産まれた遺伝子操作を施されたフラスコベイビー。バットマンは何年も息子の存在を知らなかった。ダミアンは暴力的で規律と道徳に欠けるリーグ・オブ・アサシンズの暗殺者だった。子供が殺すことを学んだダミアンの殺人行為は、命を奪うことはしないと誓った父親との問題を抱えた関係を形成した。

## 他のバージョン

### キャリー・ケリー
フランク・ミラーの『ダークナイト・リターンズ』でロビンの役割を担う13歳の少女。彼女はロビンになりバットマンの窮地を救い、彼に受け入れられた。彼女は初の孤児ではない女性のロビンや生活保護者のロビンだった。続編の『ダークナイト・ストライクス・アゲイン』ではキャットガールとして活躍している。

### タロン
善悪が逆転した並行世界「アース3」のオウルマンのサイドキック。

## スピンオフ
タイニー・タイタンズ
ティーン・タイタンズのメンバーが小学生となった日常を描いた作品。
リル・ゴッサム
バットマン関連のキャラクターたちが三頭身になったシリーズ。

## 書誌情報

### 翻訳版
- ロビン:イヤーワン (ISBN 978-4796871662)

小学館集英社プロダクション刊。2013年10月18日発売。

### 原語版
| タイトル                                        | 刊行日     | ISBN           |
| ----------------------------------------------- | ---------- | -------------- |
| Robin Archives Vol.1                            | 2005年10月 | 978-1401204150 |
| Robin Archives Vol.2                            | 2010年4月  | 978-1401226251 |
| Robin: Year One                                 | 2002年5月  | 978-1563898051 |
| Robin: Year One Deluxe Edition                  | 2018年2月  | 978-1401277642 |
| Robin The Boy Wonder: A Celebration of 75 Years | 2015年5月  | 978-1401255367 |
| Robin War                                       | 2016年4月  | 978-1401262082 |
| We Are Robin Vol.1: The Vigilante Business      | 2016年4月  | 978-1401259822 |
| We Are Robin Vol.2: Jokers                      | 2016年10月 | 978-1401264901 |

## その他のメディア

### 映画
『バットマン フォーエヴァー』(1995年)『バットマン&ロビン Mr.フリーズの逆襲』(1997年)
演 - クリス・オドネル | 日本語吹替 - 宮本充(ソフト版)、山路和弘→森川智之(TV放映版)
ディック・グレイソン（Dick Grayson）。年齢が引き上げられた。サーカスの一員でトゥーフェイスが両親の仇。陽気ながら復讐心を秘めている。
『ダークナイト ライジング』(2012年)
演 - ジョセフ・ゴードン=レヴィット | 日本語吹替 - 土田大
ゴッサムシティの若い警官ジョン・ブレイク。本名はロビン・ジョン・ブレイク。当初は巡査。刑事へ昇格する。孤児院の出身であり、孤児として育ったブルースを尊敬している。ダークナイトの事件によって犯罪者として糾弾されるバットマンの理解者でもあり、バットマンが再び活動を再開した際に「彼が戻ってきて良かった」と口にした。一連の事件から「法や命令に束縛されては悪と戦えない」というゴードンの考えを理解し、警察を辞職した。ラストでバットケイブに辿り着き、彼がバットマンを受け継ぐことになることを示唆して物語は終わる。
『バットマン vs スーパーマン ジャスティスの誕生』
バットケイブにコスチュームのみ保管されている。そこにはジョーカーが書いたと思われる落書きがあるため、過去の戦闘にて殺害されていることが示唆されている。
『The Brave and The Bold』
ブルース・ウェインの実子であるダミアン・ウェインが登場する。

### ドラマ
『TITANS/タイタンズ』（2018年-2023年）
シーズン1においてディック・グレイソン（演：ブレントン・スウェイツ）とジェイソン・トッド（カラン・ウォルターズ）がロビンとして登場、シーズン2ではディック・グレイソンはナイトウィングになり、シーズン3ではジェイソン・トッドはレッドフードになっている。

### アニメ
『バットマン (アニメ)』
『The Adventures of Batman and Robin』ではディック・グレイソンが登場する。『The New Batman/Superman Adventures』ではティム・ドレイクが新しいロビンとして登場するが、出自はジェイソンのものだった。父親を殺したのはトゥーフェイスとされている。ディックはナイトウイングとして登場した。ディックの声はローレン・レスター、少年時代はジョーイ・シムリン。日本語版は松本保典、少年時代は折笠愛。ティムの声はマシュー・バレンシア。『スーパーマン』に登場した際は松本保典。
バットマン・ザ・フューチャー
OVA『蘇ったジョーカー』にロビンだった壮年のティム・ドレイクが登場する。ジョーカーとの最後の決戦で心身ともに傷ついていた。若い頃の行動を「ヒーローごっこ」として電気技師として働いている。壮年のティムの声はディーン・ストックウェル、日本語版は楠見尚己。若い頃の声はマシュー・バレンシア（一部はアンドレア・ロマーノが担当）。
ザ・バットマン
軽い性格の少年でゲーム好きである。バットガールと共にバットマンの相棒を務めている。
バットマン:ブレイブ&ボールド
「報復のアート」で登場した。バットマンと活躍していたが、自分を一人前と認めないバットマンの下を離れてブルードヘイヴンを拠点にしている。クレイジーキルトを白内障にして以来、彼から狙われ続けている。「Sidekicks Assemble!」（邦題:サイドキックたちの成長）という回にも登場している。
ティーン・タイタンズ (アニメ)
10代のヒーローが集まったヒーローチーム、ティーンタイタンズのリーダー。メンバーの中では唯一特殊能力を身につけていない。武術に長けており、特に棒術を得意とする。20年後の未来ではナイトウイングと名乗って単独活動をしている。本名不明。アニメのコミックス『Teen Titans Go!』では名字は「グレイソン」だと示唆されている。
ヤング・ジャスティス (アニメ)
この作品でのロビンの本名はディック・グレイソンで、5年後にはナイトウィングを名乗り、ヒーローチームのリーダーになっている。また、ティム・ドレイクが登場し、彼が新しいロビンとなっている。